# Последний стрелок
«Последний стрелок» (англ. The Last Rifleman) — художественный фильм режиссёра Терри Лоуна по сценарию Кевина Фицпатрика. В главной роли — Пирс Броснан, сыгравший ветерана Второй мировой войны Арти Кроуфорда, который отправляется в путешествие во Францию. Фильм вышел 5 ноября 2023 года.

## Сюжет
Ветеран Второй мировой войны Арти Крофорд из Северной Ирландии в 75-ю годовщину высадки в Нормандии сбегает из пансионата и отправляется в путешествие из Ирландии во Францию, чтобы почтить память своих однополчан в Нормандии.

## В ролях
- Пирс Броснан — Арти Крофорд
- Клеманс Поэзи
- Юрген Прохнов[1]
- Джон Эймос [3]
- Дезмонд Иствуд[4]
- Клэр Рафферти[4]

## Производство
В сентябре 2020 года стало известно, что в фильме снимется Пирс Броснан.
Съёмки фильма проходили на протяжении шести недель и завершились в Белфасте в августе 2022 года.

## Премьера
Премьера фильма состоялась на Sky Cinema 5 ноября 2023 года. В российских кинотеатрах картину покажут 14 декабря 2023 года.